# Nossa Senhora Aparecida
Nossa Senhora Aparecida è un comune del Brasile nello Stato del Sergipe, parte della mesoregione del Sertão Sergipano e della microregione di Carira.